# Zorzines contronivea
Zorzines contronivea är en fjärilsart som beskrevs av Inoue 1993. Zorzines contronivea ingår i släktet Zorzines och familjen nattflyn. Inga underarter finns listade i Catalogue of Life.